# Neókastro
Neókastro är en ort i Grekland.   Den ligger i prefekturen Nomós Imathías och regionen Mellersta Makedonien, i den norra delen av landet, 300 km norr om huvudstaden Aten. Neókastro ligger 65 meter över havet och antalet invånare är 949.
Terrängen runt Neókastro är kuperad söderut, men norrut är den platt. Terrängen runt Neókastro sluttar norrut. Runt Neókastro är det ganska glesbefolkat, med 36 invånare per kvadratkilometer. Närmaste större samhälle är Véroia, 18,1 km väster om Neókastro. 